# Kloster Kastl
Kloster Kastl ist ein ehemaliges Kloster in Kastl in der Oberpfalz/Bayern (Diözese Eichstätt). Es war zunächst von Benediktinern besiedelt und kam später in den Besitz der Jesuiten und danach an die Malteser. 1958 entstand dort ein ungarisches Gymnasium mit Internat, das den Betrieb 2006 einstellte. Nach umfangreichen Sanierungsarbeiten, die 2017 begannen, eröffnete der Freistaat Bayern 2023 dort den dritten Standort für den Fachbereich „Polizei“ der Hochschule für den öffentlichen Dienst in Bayern.

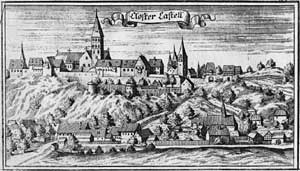
Stich des Klosters aus dem „Churbaierischen Atlas“ des Anton Wilhelm Ertl, 1687

## Geschichte

### Die Zeit der Benediktinerabtei (1098/1103–1556)

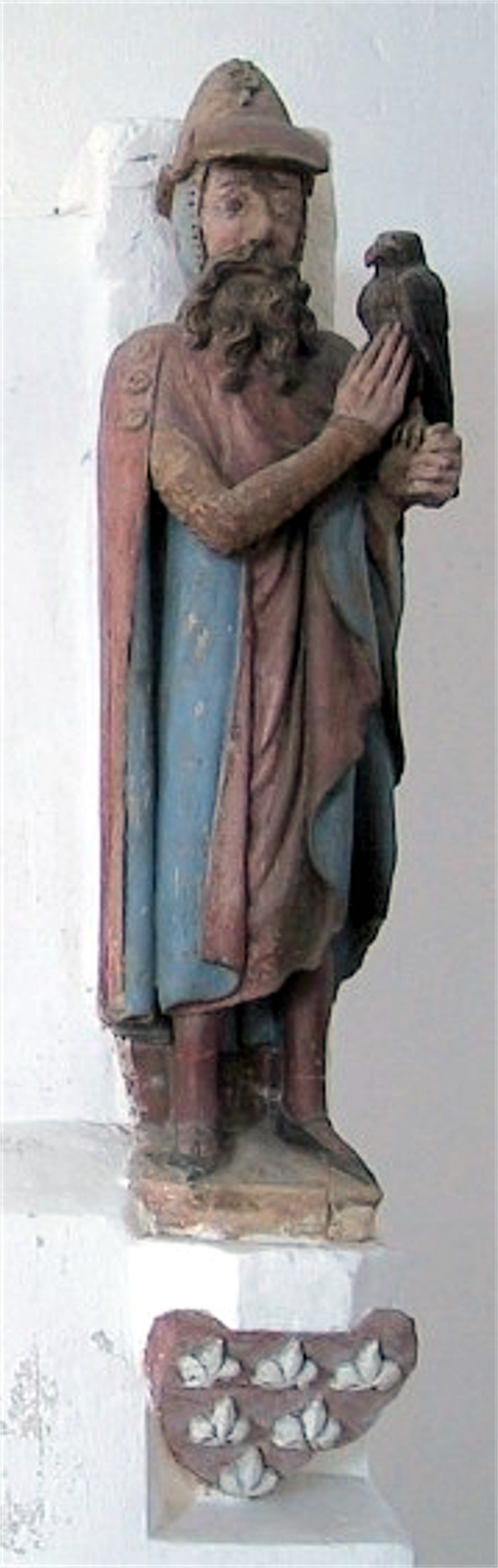
Stifterfigur des Berengar I. von Sulzbach (um 1080–1125) über seinem Wappen mit Jagdfalke unter der Orgelempore im Kloster Kastl

Das Kloster Sankt Petrus in Kastl wurde wahrscheinlich 1103 (nach Klostertradition bereits 1098) durch Markgraf Diepold III. von Vohburg, Graf Berengar von Sulzbach und Graf Otto von Habsberg-Kastl in der wohl in karolingischer Zeit errichteten Burg Kastl gegründet. An der Gründung war auch der aus Konstanz verdrängte Bischof Gebhard III., ein Bruder der Markgräfin Liutgart von Zähringen, beteiligt. Er entsandte den Gründungskonvent aus dem Kloster Petershausen, das unter dem Einfluss der von Kloster Hirsau ausgehenden Reform stand.
Mönche der rasch aufblühenden Abtei Kastl konnten bereits 1118 das Kloster Reichenbach am Regen besiedeln, das ebenfalls die Markgräfin Luitgard von Zähringen zusammen mit ihrem Sohn, dem Markgrafen Diepold III., gestiftet hatte. Mönche aus Kastl besiedelten wahrscheinlich auch die neugegründeten Klöster Plankstetten und Auhausen. Bereits unter Abt Theoderich wurde mit dem Bau der Basilika begonnen. Am 5. Oktober 1129 weihte Bischof Gebhard von Eichstätt den Chor ein. Die Kirche wurde erst 1182/95 vollendet. 1217 wurde das Kloster durch Rupert von Stein oder den Scharfenbergern überfallen und schwer beschädigt. Die wiederhergestellte Kirche wurde durch Bischof Hartwig konsekriert.
Das Kloster konnte seinen Besitz stetig mehren und wurde bald zu einem der mächtigsten und reichsten Klöster des Reiches. Am Ende des 14. und Anfang des 15. Jahrhunderts wurde das Kloster Kastl ein wichtiges Zentrum der monastischen Erneuerung, das auf zahlreiche Klöster Bayern ausstrahlte (Kastler Reform). Kaiser Sigismund erhob das Kloster 1413 in den Reichsstand. Bei der Aufteilung der Oberpfalz nach dem Tod von König Ruprecht hatte man vergessen, das Kloster einem seiner Söhne zuzuweisen. Die Entscheidung, dass Ludwig die Vogtei über Kastl übernehmen sollte, wurde von seinem Bruder Johannes nicht anerkannt und so musste bis 1417 das Kloster die Steuern zweimal entrichten. Schließlich entschied der Kaiser, dass Ludwig die Reichsvogtei über das Kloster wahrnehmen durfte. Dieser Streit wurde aber erst 1480 beigelegt. 1438 brach ein Feuer im Kloster aus, durch das wertvolle Bücher, darunter auch eine Weltchronik, zerstört wurden.
Im 16. Jahrhundert setzte ein rascher Verfall des Klosters ein. Im Landshuter Erbfolgekrieg und in den nachfolgenden Bauernaufständen wurde das Kloster geschädigt. 1552 brach ein großer Brand aus, der fast die ganze Abtei einäscherte. Nach Einführung der Reformation in der Oberpfalz durch Kurfürst Ottheinrich von der Pfalz wurde die verarmte Benediktinerabtei Kastl 1556 aufgehoben.

### Benediktineräbte von Kastl
- Theoderich (ca. 1104–1108), kam mit dem Gründungskonvent aus Kloster Petershausen bei Konstanz
- Altmann (ca. 1108–1128)
- Ortwin (ca. 1128–1137)
- Otto (1138–1160)
- Gebold (1160–1172)
- Konrad I. von Kösching (1172–1189)
- Rupert (1189–1205)
- Gebhard von Rieden (1205–1222)
- Wernhard (1222–1238)
- Konrad II. von Linberch (1238–1240)
- Konrad III. (Chuno) von Adertshausen (1240–1262)
- Ruger von Pelchenhofen (1262–1267)
- Friedrich I. von Schinwitz (1267–1273)
- Herold (1273–1275)
- Friedrich II. von Haintal (1275–1291)
- Otto I. von Uttenreuth (1291–1294)
- Albert (1293–1306)
- Syboto (1306–1322)
- Hermann (1323–1356), Verfasser der Kastler Reimchronik; Ausbau des Klosters zu einem der wichtigsten Wirtschaftszentren in der Oberpfalz
- Konrad IV. Lotterbeck (1356–1378), erhielt 1374 das Recht zum Gebrauch der Pontifikalien; Glanzzeit des Klosters Kastl
- Otto II. Nortweiner (1378–1399)[4], Beginn der Kastler Reform
- Georg Kemnather (1399–1434), gotischer Umbau der romanischen Klosterkirche
- Jakob Pflugler (1434–1455)
- Christoph von Berngau (1455–1459)
- Leonhard I. Beching gen. Krapp (1459–1490)
- Ulrich Prethaler (1490–1493/94)
- Johannes I. Lang (1493/94–1524)
- Johannes II. Winter (1524–1539)
- Leonhard II. Münzer von Hegling (1530–1538/39)
- Johannes III. Menger (1539–1554)
- Michael Hanauer (1554–1560)

### Die Zeit der Jesuiten und Malteser (1636–1808)

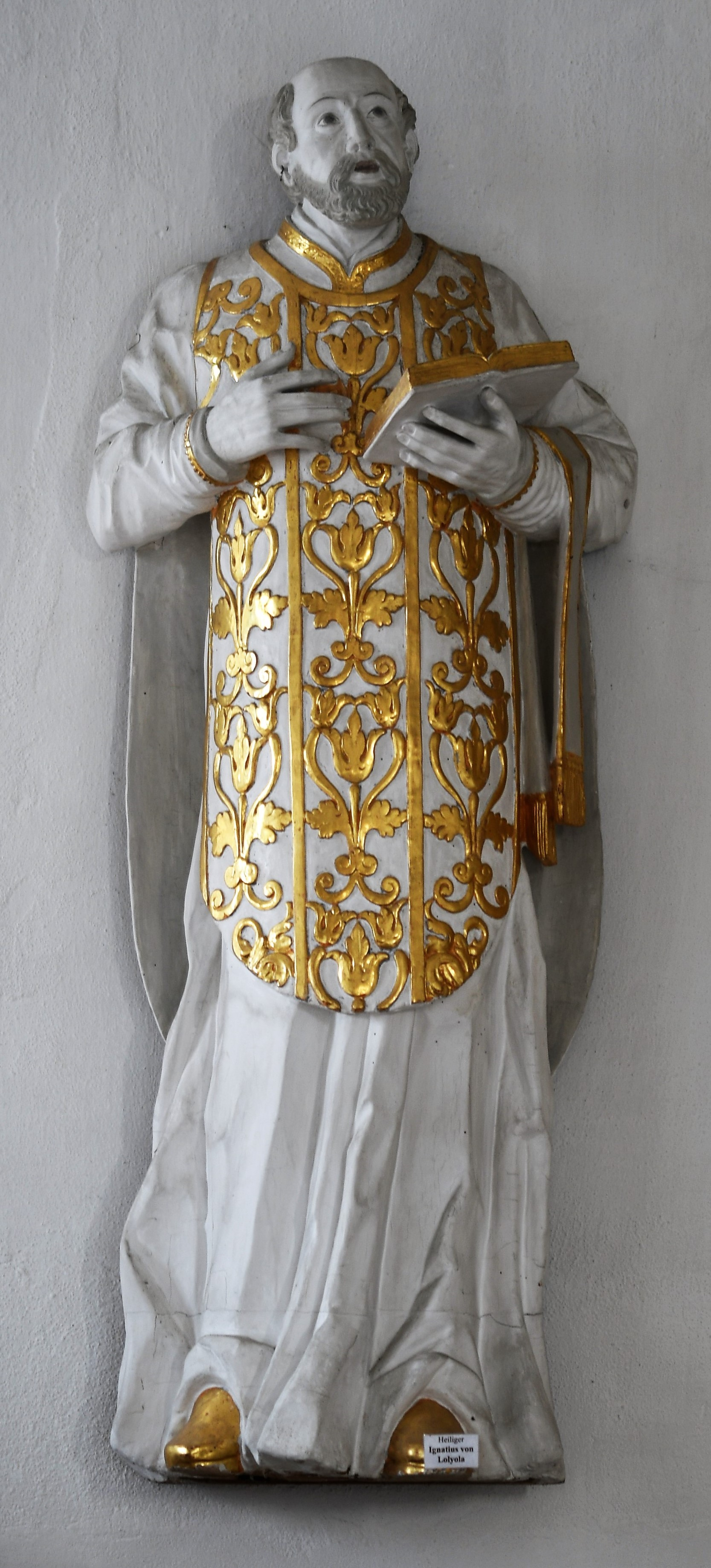
Mitbegründer der Jesuiten, Ignatius von Loyola als Wandfigur in der Kirche St. Petrus

Bei der Rekatholisierung der Oberpfalz (1625) wurde Kloster Kastl 1636 von den bayerischen Kurfürsten an die Jesuiten in Amberg übergeben. Nach der Auflösung und dem Verbot der Jesuiten (1773) erhielt 1782 der Malteserorden das Kloster Kastl. Unter den Jesuiten erfolgte eine Renovierung und barocke Neuausstattung der Klosterkirche. Der heutige frühklassizistische Hochaltar wurde von den Maltesern errichtet.

### Von der Verstaatlichung bis zur Gegenwart
Nach der Säkularisation wurde die Klosterkirche 1808 zur Pfarrkirche. 1825 wurde das Landgericht von der Burg Pfaffenhofen in die seit 1803 ungenutzten Gebäude verlegt, wo es bis zu seiner Auflösung 1862 blieb.
Am 1. April 1932 wurden große Teile der Anlage dem katholischen Mittelschülerverband Neudeutschland übergeben, dessen Untergruppe „Donaugau“ hier einen Ferienhort einrichten wollte. Der Verband wollte neben der Pflege des religiösen Lebens auch „die vaterländischen Belange und die Belebung der deutschen Volkskraft“ fördern. Zu Pfingsten 1932 erfolgte die Weihe der Gauburg, bei welcher der Bischof von Eichstätt, Konrad Graf von Preysing, ein Pontifikalamt zelebrierte. Nach der Machtübernahme durch die Nationalsozialisten sollte 1933 in der Klosterburg eine Sportschule der SA errichtet werden. 1934 hatte man vor, hier österreichischen Flüchtlingen ein Asyl anzubieten. Am 1. April 1935 wurden die Räume des ehemaligen Amtsgerichts an den NSLB übertragen; aus dessen Händen gingen sie am 1. April 1936 an die Stadt Regensburg über, die hier ein Landschulheim einrichtete. Die Räume des aufgelassenen Finanzamtes wurden am 1. Juni 1935 an den RAD übergeben, der hier ein Lager für die weibliche Jugend einrichtete. Der RAD blieb bis 1945 hier. Am 15. September 1944 wurde auch ein Flüchtlingsheim für Heimatvertriebene eingerichtet, das erst 1951 aufgelöst wurde. Zu diesem Zweck wurde auch der ehemalige Zehentstadel einbezogen. Der Höchststand an Flüchtlingen betrug etwa 600 Personen. Im Sommer 1945 zog hier eine Kompanie amerikanischer Soldaten ein; alle dieser Nutzungen brachten einen ständigen Verfall der Klosterburg mit sich.
Als Folge des Ungarnaufstands und der anschließenden Flüchtlingswelle entstand 1958 in den ehemaligen Klostergebäuden ein Ungarisches Gymnasium mit Internat, das mit Ende des Schuljahres 2005/2006 aufgelöst wurde. Seit 2017 wurde das ehemalige Kloster umfangreich saniert. 2023 wurde dort der dritte Standort für den Fachbereich „Polizei“ der Hochschule für den öffentlichen Dienst in Bayern (HföD) eröffnet.

## Klosterkirche

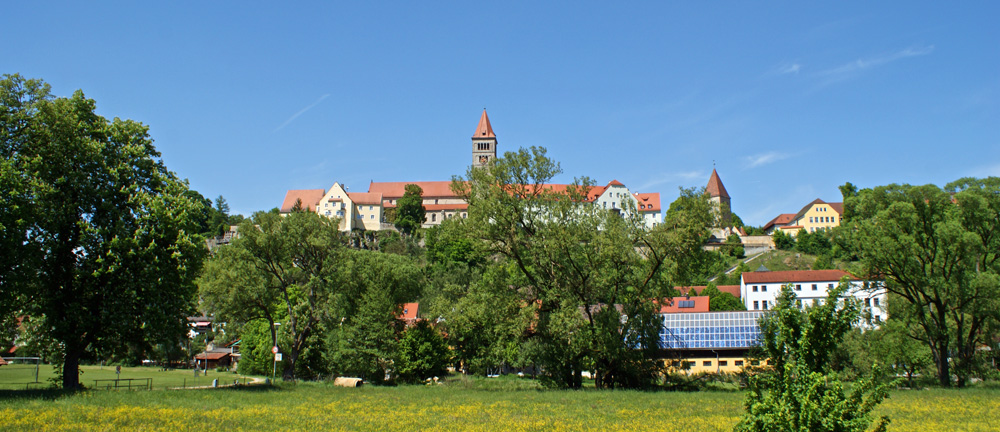
Klosterberg Kastl

Die romanische Klosterkirche St. Peter war wohl bereits bei der Weihe des Chorraums 1129 weitgehend fertiggestellt. Die ursprüngliche Kirche war eine dreischiffige Basilika mit flachgedecktem Schiff, gewölbtem Chorraum und großer Vorhalle im Westen. In der romanischen Klosterkirche verbinden sich architektonische Elemente aus den Klöstern Hirsau und Cluny mit einheimischen Bautraditionen.
1264 stürzte der Nordturm der Kirche ein und begrub den gerade am Petersaltar befindlichen Mönch Albert Steinlinger, der anschließend nahezu unverletzt geborgen werden konnte. Im Turmschutt fanden sich auch noch Fragmente zur Klostergeschichte.
Anfang des 15. Jahrhunderts erhielten das Hauptschiff und die Nebenschiffe gotische Kreuzrippengewölbe. Das Kirchenschiff wurde im Norden und Süden durch Kapellenanbauten erweitert. 
Bedeutend ist der erhaltene Wappenfries; dort sind Wappen von Adelshäusern der Oberpfalz, die dem Kloster z. B. als Vögte verbunden waren, wie Karg von Bebenburg, Steinling oder Brand von Neidstein zu sehen.

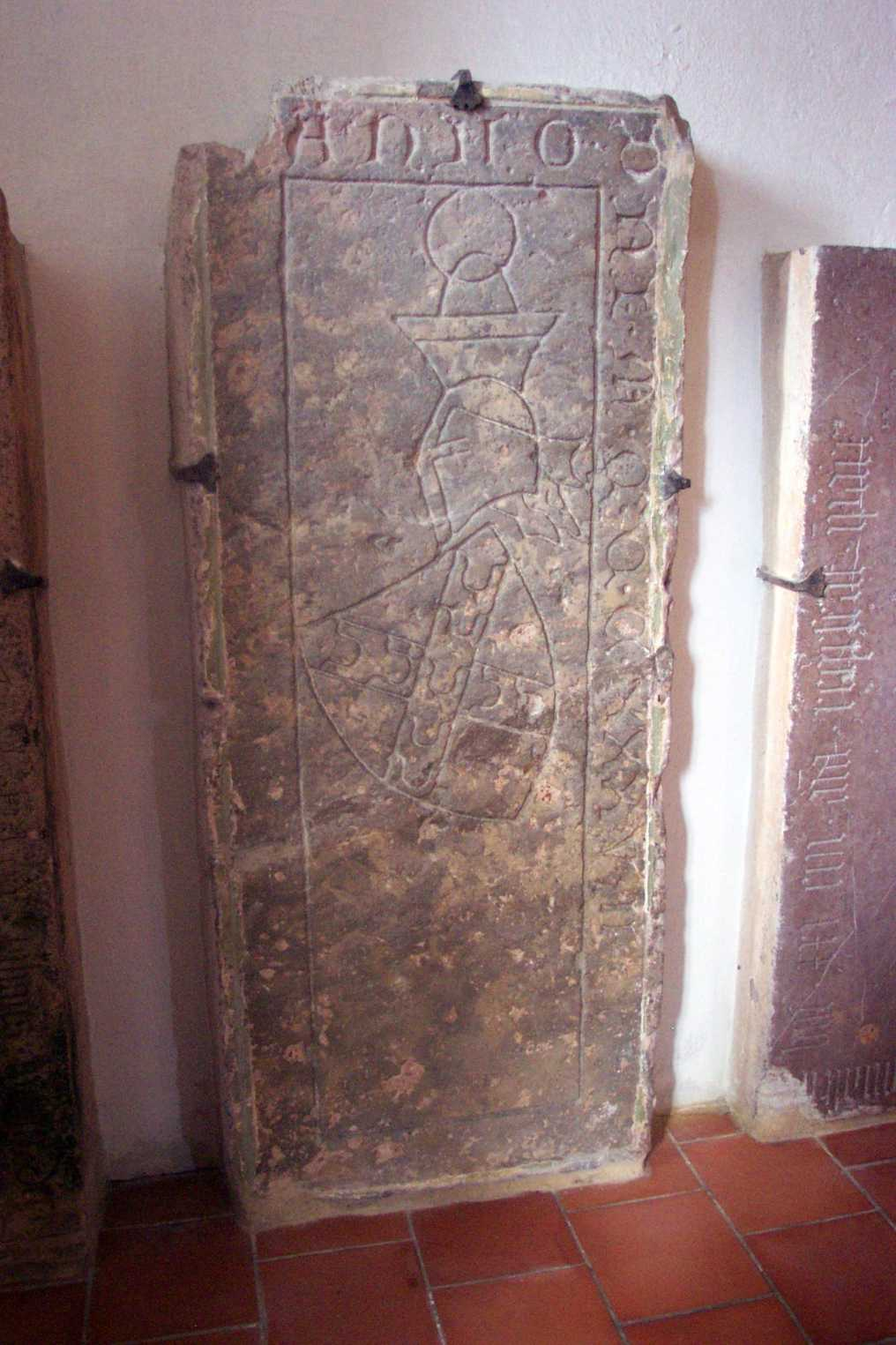
Epitaph von Seyfried Schweppermann

Erwähnenswert ist auch das Grabmal des Ritters Seyfried Schweppermann, der an der Schlacht von Gammelsdorf teilgenommen hatte. Die Grabplatte lag ursprünglich im südlichen Kreuzgangflügel, heute ist sie in der Vorhalle der Klosterkirche aufgestellt. Das Epitaph ist aus rotem Marmor gefertigt und misst 2 m in der Höhe und 0,8 m in der Breite. Es zeigt im Mittelfeld die Konturen des Wappens von Schweppermann. Es besteht aus gekreuzten Schrägbalken, oberhalb derer ein Kübelhelm angebracht ist. Das Helmkleinod besteht aus einem stilisierten Spitzhut mit einem aufgesetzten Ring. Die Umschrift in gotischen Majuskeln lautet „ANNO . DNI . M . C. C. C. XXX . V. II †“ und gibt das Sterbejahr an. 1782 stiftete der Malteser Komtur Maximilian Graf von Töring-Seefeld eine Ehrentumba für den Verstorbenen; diese besteht aus poliertem Schwarzjurakalk, die in Holz geschnitzten Ornamente sind nach Alabasterart gefasst. Das Wappen auf der Kartusche trägt fälschlicherweise Hufeisen, zwei Eier oben auf dem Pokal spielen auf den Ausspruch von König Ludwig IV. an.
Die Klostergebäude bilden einen Hof um den Chor der Kirche. Sie wurden über den Grundmauern der mittelalterlichen Burg errichtet. Die Bauten zeigen im Wesentlichen noch den Zustand bei der Aufhebung der Benediktinerabtei bzw. der Wiederherstellung nach dem Klosterbrand von 1552.

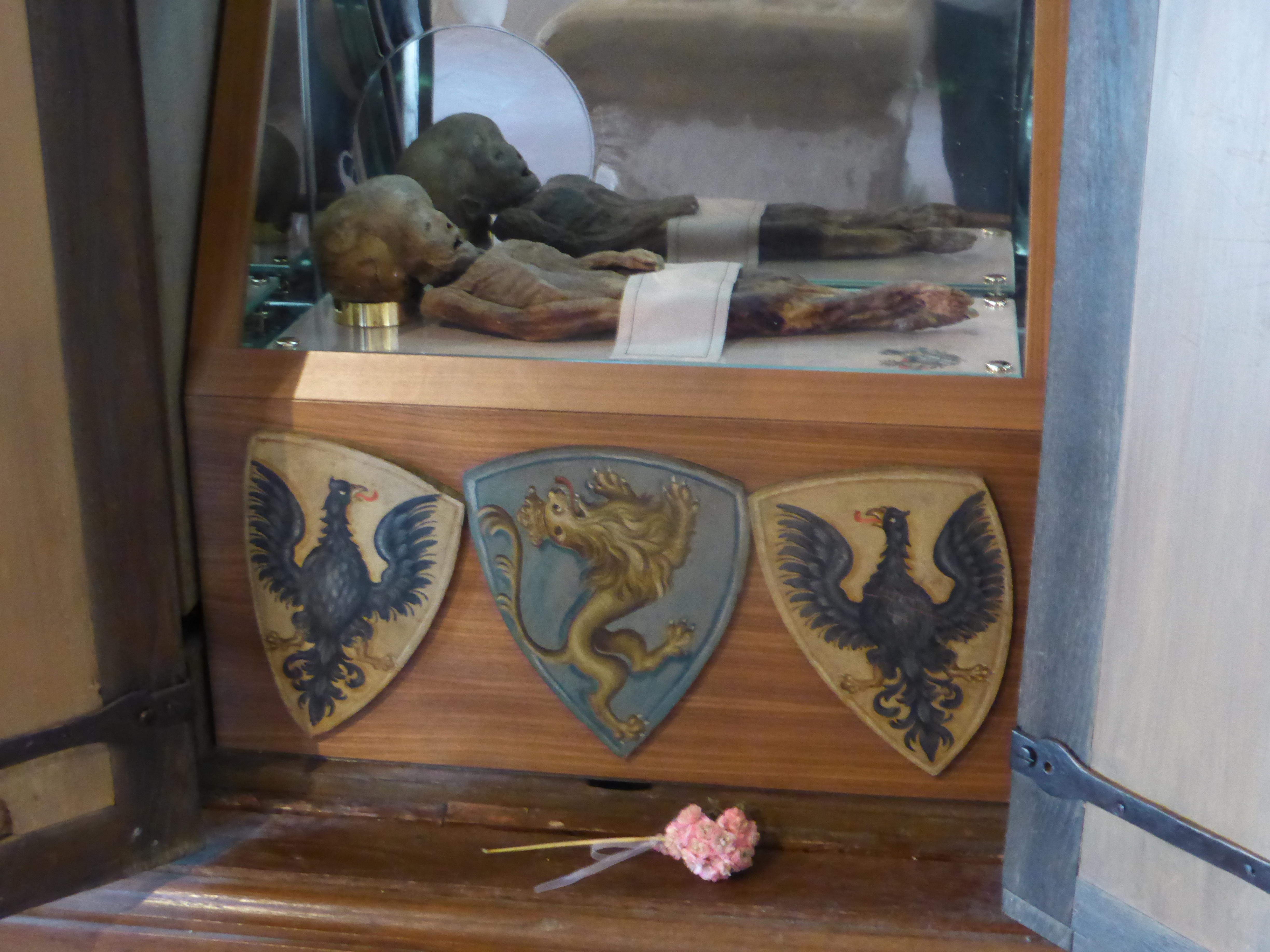
Mumie der Prinzessin Anna im Paradies der Kirche St. Petrus (Kastl)

Die während eines Aufenthalts ihres Vaters Ludwig IV. in Kastl im Alter von ein bis eineinhalb Jahren verstorbene Prinzessin Anna wurde zuerst einbalsamiert und im Kloster bestattet. Seit 1715 wurde die Leiche in einem Eichenschrank im „Paradies“, der Vorhalle der Kirche, aufbewahrt. Luftfeuchtigkeit und Temperaturschwankungen setzten der Mumie über Jahrhunderte zu; mittlerweile ruht der Leichnam in einer Luftdruckunterschiede ausgleichenden Vitrine in dem renovierten Barockschrank.